# Giava Centrale
Giava Centrale (indonesiano: Jawa Tengah) è una provincia indonesiana situata sull'Isola di Giava a sud del paese. Il capoluogo cittadino e città più popolata è Semarang nel nord della provincia.

## Geografia fisica

### Confini
La provincia di Giava Centrale, situata nell'isola più meridionale tra le importanti isole dell'arcipelago indonesiano, ha solo tre altre province confinanti (Giava Occidentale, Giava Orientale, Yogyakarta), ma è molto importante per gli scambi commerciale grazie alle acque in cui la provincia si affaccia. A Nord, Giava Occidentale viene bagnata dal Mar di Giava in cui il suo capoluogo (Semarang) è uno dei più importanti porti di questo mare; a Sud viene invece bagnato dall'Oceano Indiano.

### Morfologia
Nella provincia si è originato un piccolo sistema montuoso che si sviluppa nella parte interna della Giava Centrale. In questo sistema esistono molti vulcani che caratterizzano il paesaggio con frequenti eruzioni.

### Clima
Il clima prevalente della provincia di Giava Centrale, è quello tropicale caratterizzato da due stagioni con molto caldo e l'abbondanza di foreste tropicali (soprattutto sulle zone pianeggianti distanti dalle coste), ma nell'estremo nord del paese il clima può essere anche di tipo equatoriale con frequenti precipitazioni e l'abbondanza di foreste equatoriali.